# روایت بحران هسته‌ای ایران
روایت بحران هسته‌ای ایران؛ ناگفته‌های یک دیپلمات، کتابی است نوشتهٔ حسین موسویان، دیپلمات و مذاکره‌کننده ارشد هسته‌ای سابق ایرانی، که در سال ۲۰۱۲ با عنوان اصلی (The Iranian Nuclear Crisi: A Memoir) توسط بنیاد کارنگی برای صلح بین‌المللی، در آمریکا منتشر شد. این کتاب در زمان انتشار خود در ایران، مورد توجه رسانه‌ها قرار گرفت و مراسم رونمایی برای آن برگزار گردید و توسط برخی رسانه‌ها، همچون خبرگزاری کتاب ایران به معرفی کوتاهی از آن پرداختند. بعد از رونمایی از این کتاب در اندیشگاه کتابخانه ملی، دکتر کیهان برزگر به نقد این کتاب پرداخت.کتاب روایت بحران هسته‌ای ایران در برخی کشورهای خارجی مورد توجه قرار گرفت و همچون ژورنال آر یو اس آی، و پروجکت ام یو اس یی به معرفی و اظهار نظر در مورد این کتاب پرداختند. جان کری، وزیر امور خارجه سابق آمریکا، بعد از خواندن این کتاب گفته بود من متقاعد شدم که ایران از غنی سازی، دست برنخواهد داشت.
این کتاب در سایت آمازون برای فروش قرار داده شده‌ بود و نظرات مختلفی از خوانندگان را دریافت کرد، میانگین امتیاز دریافتی توسط این کتاب در این سایت، امتیاز ۴٫۶ از کل ۵ امتیاز بوده‌است.

## سر فصل‌ها
- فصل اول: ریشه‌های تاریخی و سیر توسعهٔ تدریجی برنامهٔ هسته‌ای ایران
- فصل دوم: نخستین بحران وقایع و اتفاق‌های پیش از صدور نخستین قطعنامۀ آژانس بین‌المللی انرژی اتمی (مهر ۱۳۸۲)
- فصل سوم: از تهران تا پاریس
- فصل چهارم: از توافق پاریس تا انتخابات ریاست جمهوری سال ۱۳۸۴
- فصل پنجم: دوران لاریجانی؛ منافع، رویکردها و شعارهای سیاسی متفاوت
- فصل ششم: به سوی شورای امنیت؛ شورای حکام آژانس پرونده ایران را به شورای امنیت ارجاع می‌دهد.
- فصل هفتم: ورود مجدد شورای امنیت به موضوع و شرایط جدید داخلی
- فصل هشتم: ایران تنها؛ دوران جلیلی
- فصل نهم، ورود آمریکا به موضوع هسته‌ای
- فصل دهم: وخیم تر شدن بحران